# Forcipomyia kabashae
Forcipomyia kabashae är en tvåvingeart som beskrevs av Meillon 1959. Forcipomyia kabashae ingår i släktet Forcipomyia och familjen svidknott.
Artens utbredningsområde är Kongo. Inga underarter finns listade i Catalogue of Life.